# TV Boa Notícia
TV Boa Notícia é uma emissora de televisão brasileira com sede em Balsas, no Estado do Maranhão. A emissora é sintonizada no Canal 13 VHF  e 26 UHF digital e é afiliada à Rede Vida. A emissora pertence à Fundação Prelazia de Balsas, responsável também pela antiga  Rádio Boa Notícia (770 kHz), no ar desde 1º de setembro de 2004 que desde o dia  23 de abril de 2018 começou suas transmissões em Frequência Modulada (FM) 91.1 MHZ se tornando a rádio Fm de maior potência da cidade de Balsas, cobrindo todo a região do sul do Maranhão.
Igual as outras emissoras locais a tv gera programação local para toda cidade de Balsas.